# Fábio Aurélio
Fábio Aurélio Rodrigues (* 24. září 1979) je bývalý brazilský profesionální fotbalista, který během své kariéry nastupoval na pozici levého beka či levého křídla.

## Klubová kariéra
Jeho fotbalové začátky byly v brazilském klubu São Paulo FC, za který debutoval roku 1997. V roce 2000 jej koupil španělský celek Valencia CF, kde působil trenér Héctor Cúper. Po sezóně nahradil Cupera Rafael Benítez, se kterým se Aurélio setkal později v Liverpoolu. Mezi lety 2006 až 2012 působil právě v anglickém Liverpoolu, stal se tak vůbec prvním Brazilcem v klubové historii.